# Dawn Prince-Hughes
Dawn Prince-Hughes (nascida em 1964) é uma antropóloga, primatologista e etóloga americana. Ela é autora de vários livros, incluindo Gorillas Among Us: A Primate Ethnographer's Book of Days e seu livro de memórias Songs of the Gorilla Nation: My Journey Through Autism, e é editora da coletânea de ensaios Aquamarine Blue 5: Personal Stories of College Students with Autism.

## Biografia
Prince-Hughes foi criada em Carbondale, Illinois, por sua mãe, que era dona de casa, e seu pai, que era um técnico de aquecimento e ar condicionado. Em suas memórias Songs of the Gorilla Nation, Prince-Hughes descreve sua experiência de infância com sintomas de autismo não diagnosticado, abandono do ensino médio e, então, tornando-se "tecnicamente sem-teto".
Ela conheceu os gorilas no Zoológico Woodland Park em Seattle pela primeira vez aos 20 anos, e seu estudo detalhado do comportamento dos gorilas foi notado pelo diretor de pesquisa do zoológico. Ela foi contratada pelo zoológico e passou um total de 12 anos estudando os gorilas. Prince-Hughes foi diagnosticado com síndrome de Asperger aos 36 anos.
Em 1987, ela começou a trabalhar em seu bacharelado. Ela concluiu seu doutorado em antropologia interdisciplinar por meio de um programa de educação a distância em uma universidade na Suíça. Ela se tornou professora adjunta na Western Washington University em 2000, mesmo ano em que recebeu o diagnóstico de Asperger.

## Carreira de escritora
Prince-Hughes escreveu uma variedade de livros, incluindo Gorillas Among Us: A Primate Ethnographer's Book of Days, publicado em 2001, e seu livro de memórias Songs of the Gorilla Nation: My Journey Through Autism, publicado em 2004. Ela também editou e contribuiu para a coletânea de ensaios Aquamarine Blue 5: Personal Stories of College Students with Autism, publicada em 2002.

### Gorillas Among Us: A Primate Ethnographer's Book of Days
Gorillas Among Us é baseado em um ano de observações do Príncipe-Hughes de uma família de gorilas em um zoológico. Em uma resenha para o Journal of Anthropological Research, Vicki K. Bentley-Condit escreve: "Este livro é, de fato, uma abordagem incomum para primatas não humanos, e é um tanto antropomórfico e não científico também. No entanto, Prince-Hughes não se propôs a escrever um resumo científico do comportamento do gorila gorila gorila. Ela quer contar uma história." Em uma resenha para o Booklist, Marlene Chamberlain escreve: "Ao ler este livro, é difícil não ter empatia por uma espécie frequentemente referida como nosso parente mais próximo. Por mais científicas que sejam suas observações, Prince-Hughes claramente desenvolveu um relacionamento não verbal com a família dos gorilas, e o livro tem alguma tristeza, mas muita alegria."

### Aquamarine Blue 5: Personal Stories of College Students with Autism
Em Aquamarine Blue 5, Prince-Hughes coletou ensaios pessoais de estudantes universitários com autismo sobre suas experiências, escreveu um prefácio apresentando cada autor, seu próprio ensaio e uma conclusão com recomendações para universidades, bem como uma bibliografia com recursos de informação adicionais. Ela não editou as redações escritas pelos alunos. De acordo com uma resenha de Nancy McCray na Booklist, "Ao compartilhar suas provações e tribulações, esses adultos oferecem às suas comunidades uma certa experiência, especialmente em bibliotecas e universidades, onde pessoas com tais condições geralmente são bem-sucedidas". Eartha Melzer escreve para a Foreword Reviews: "Seus desafios são diversos; suas histórias são envolventes; e em muitos casos sua escrita é excelente".

### Songs of the Gorilla Nation: My Journey Through Autism
O ensaio pessoal escrito por Prince-Hughes para Aquamarine Blue 5 tornou-se a base para suas memórias, Songs of the Gorilla Nation. Em uma resenha para o The New York Times, Natalie Angier escreve que o livro "é tanto uma rapsódia para os gorilas quanto uma anatomia do autismo. Foi ao conhecer os gorilas no Zoológico Woodland Park em Seattle quando adulto que Prince-Hughes começou a se sentir, pela primeira vez, conectado, seguro, compreendido." Em uma resenha para a Booklist, Nancy Bent writes, "Os relatos da autora sobre sua infância são intensamente comoventes, pois ela descreve como via seu mundo e como tentava lidar com ele. O que torna este livro único é a descoberta da autora sobre os gorilas no Zoológico Woodland Park de Seattle e como ela aprendeu sobre relacionamentos pessoais, a necessidade de companheirismo e a necessidade de um grupo ao qual pertencer ao observá-los."
Uma resenha para a Publishers Weekly afirma: "Ao observar calma e silenciosamente os gorilas interagindo, Prince-Hughes aprende sobre emoções como amor, raiva, preocupação e humor — sentimentos que ela nunca conseguiria entender no mundo puramente humano." Kirkus Reviews escreve: "Ela desenvolveu uma profunda empatia com esses primatas, aqui chamados de "povo gorila" porque, em sua opinião, eles preenchem todos os critérios para a personalidade, servindo como modelos de cuidado gentil, proteção, aceitação e amor." Em uma resenha para o Library Journal, Corey Seeman escreve: "Seu relacionamento com os gorilas é valioso para mostrar sua jornada em direção ao reencontro com os outros, mas longas descrições do comportamento dos gorilas atrapalham sua história. Apesar dessa deficiência, o livro é recomendado para bibliotecas acadêmicas e públicas com coleções de deficiência e TEA."

## Trabalhos selecionados
- The Archetype of the Ape-man: The Phenomenological Archaeology of a Relic Hominid Ancestor, 2000, ISBN 978-1-58112-119-3
- Adam, 2001, ISBN 978-1-890711-10-8
- Gorillas Among Us: A Primate Ethnographer's Book of Days, 2001, ISBN 978-0-8165-2151-7
- Aquamarine Blue 5: Personal Stories of College Students with Autism (editor), 2002, ISBN 978-1-4000-8092-2[15]
- Songs of the Gorilla Nation: My Journey Through Autism, 2004, ISBN 1-4000-5058-8[16]
- Expecting Teryk: An Exceptional Path to Parenthood, 2005, ISBN 978-0-8040-1079-5 (hbk), ISBN 978-0-8040-1080-1 (pbk)
- Passing as Human / Freak Nation: How I Discovered That No One Is Normal, 2009, ISBN 9780307345530
- Circus of Souls: How I Discovered We are All Freaks Passing as Normal , 2013, ISBN 978-0-307-34553-0[17]

## Vida pessoal
Prince-Hughes e sua parceira Tara Hughes, uma professora de inglês, têm um filho.